# Bertren
Bertren település Franciaországban, Hautes-Pyrénées megyében. Lakosainak száma 155 fő (2022. január 1.). Bertren Loures-Barousse, Bagiry, Galié, Luscan, Anla, Ilheu és Izaourt községekkel határos.

## Népesség
A település népességének változása:
| Lakosok száma | 228  | 192  | 179  | 174  | 176  | 177  | 169  | 162  | 155  |
|               | 2013 | 2015 | 2016 | 2017 | 2018 | 2019 | 2020 | 2021 | 2022 |